# Herb Gardiner
Herb Gardiner (8 de maio de 1891 - 11 de janeiro de 1972) foi um canadense profissional em hóquei no gelo.

## Carreira
| 1919–20     | Calgary Wanderers   | Big-4       | 12  | 8  | 9  | 17 | 6  | 2  | 0 | 0 | 0 | 2  |
| 1920–21     | Calgary Tigers      | Big-4       | 13  | 3  | 7  | 10 | 6  | —  | — | — | — | —  |
| 1921–22     | Calgary Tigers      | WCHL        | 24  | 4  | 1  | 5  | 6  | 2  | 0 | 0 | 0 | 0  |
| 1922–23     | Calgary Tigers      | WCHL        | 29  | 9  | 3  | 12 | 9  | —  | — | — | — | —  |
| 1923–24     | Calgary Tigers      | WCHL        | 22  | 5  | 5  | 10 | 4  | 7  | 3 | 1 | 4 | 0  |
| 1924–25     | Calgary Tigers      | WCHL        | 28  | 12 | 8  | 20 | 18 | 2  | 0 | 0 | 0 | 0  |
| 1925–26     | Calgary Tigers      | WHL         | 27  | 3  | 1  | 4  | 10 | —  | — | — | — | —  |
| 1926–27     | Montreal Canadiens  | NHL         | 44  | 6  | 6  | 12 | 26 | 4  | 0 | 0 | 0 | 10 |
| 1927–28     | Montreal Canadiens  | NHL         | 44  | 4  | 3  | 7  | 26 | 2  | 0 | 1 | 1 | 4  |
| 1928–29     | Chicago Black Hawks | NHL         | 13  | 0  | 0  | 0  | 0  | —  | — | — | — | —  |
| 1928–29     | Montreal Canadiens  | NHL         | 7   | 0  | 0  | 0  | 0  | 3  | 0 | 0 | 0 | 2  |
| WCHL totals | WCHL totals         | WCHL totals | 130 | 33 | 18 | 51 | 47 | 11 | 3 | 1 | 4 | 0  |
| NHL totals  | NHL totals          | NHL totals  | 108 | 10 | 9  | 19 | 59 | 9  | 0 | 1 | 1 | 16 |